# 美濃部達吉
美濃部達吉（日语：美濃部 達吉，1873年5月7日—1948年5月23日），是日本著名宪法学及行政法學家、法政大学通信教育学院创办者、前貴族院議員。

## 人物
- 1873年5月7日生，日本兵庫縣加古郡高砂町人，出身漢方醫家庭。
- 東京帝國大學畢業，師承一木喜德郎。1899年去歐洲留學，1902年回國後任東京帝國大學教授。師生兩人均受德國法學家耶律尼克（Georg Jellinek）的「國家法人說」（國家主權說）影響。
- 其妻美濃部多美子是數學家菊池大麓的長女，前東京都知事美濃部亮吉是美濃部夫婦的長男，前商工省官僚美濃部洋次是美濃部達吉的外甥。
- 其「天皇機關說」為大正民主運動理論支柱之一。後來被軍國主義者認定是異端邪說，遭受政治迫害。
- 二戰後出任樞密院枢密顧問官並授予勳一等旭日大綬章，亦為「憲法問題調查委員會」顧問，法政大学通信教育部首任部長。
- 日本憲法學者宮澤俊義即是美濃部達吉的得意門生。
- 台灣留日學者、延平中學創辦人朱昭陽在東大就讀時曾修過美濃部達吉的課，日後回憶道：「學生都喜歡上美濃部的課。他講起課來，口若懸河，滔滔不絕，旁徵博引，逸趣橫生，很受學生的歡迎。他的理念，給我很多啟發。」

## 天皇機關說

### 學理論爭
1912年，美濃部達吉發表《憲法講話》提出「天皇機關說」，主張國家為法人，日本天皇是國家行使統治權的機關，統治權乃國家權利，既非君主也非國民之權利。與主張「天皇主權說」的學者上杉慎吉展開激烈論戰。之後分屬不同學派的佐佐木惣一亦提倡天皇機關說，在学界成為通行學說，跟民本主義、内閣制慣例、政党政治同為大正民主的理論支柱。另外，美濃部的著作也是高等文官考試必備書籍。1920至1930年代前半，天皇機關說乃国家公認的憲法学說。

### 統帥權問題
1930年4月，日本簽訂倫敦海軍條約，引起海軍軍令部部長加藤寬治大将不滿，認為侵犯到統帥權，結合枢密院議長倉富勇三郎等保守勢力對濱口雄幸內閣發動政爭。同年5月，美濃部擔任貴族院敕選議員，認為此非統帥權範疇，支持濱口內閣作為。最後以天皇批准條約，加藤大将請辭落幕，卻引燃軍國主義者等右翼人士的怒火、大肆抨擊天皇機關說。

### 遭到打壓
1935年，右翼與軍方勢力發起「國體明徵運動」，針對美濃部達吉及其學說展開一連串打壓行動。
- 同年2月，美濃部被同院軍人出身的議員菊池武夫痛批為「學匪」、「謀叛人」。美濃部議員對此在議會「自身答辯」[2]闡釋天皇機關說以明志；隨後也被軍人出身的眾議院議員江藤源九郎告發“不敬罪”[3]。
- 同年3月，貴族院通過「關於政教刷新建議案」，眾議院通過「關於國體決議案」。
- 同年4月，内務省警保局以出版法第19條「妨害安寧秩序」為由，查禁《憲法撮要》等三本、命其改訂兩本著作。
- 同年5月，美濃部從高等文官考試委員中除名。
- 同年8月，受到壓力的岡田啟介內閣發表關於國體明徵聲明，強調天皇萬世一系、擁有國家統治大權的主體。
- 同年9月，經松本烝治斡旋下，美濃部辭去貴族院議員一職，交換緩起訴處分[4]；但辭職聲明表示不是改變學說或認錯的問題。
- 同年10月，辭職聲明惹惱軍部、右翼，再度施壓內閣發表國體明徵聲明，要將天皇機關說芟除。
- 翌年2月，美濃部甚至遭到右翼團體幹部刺殺入院。

此外，倡導天皇機關說一干學者予以警告的報復性措施，勒令佐佐木惣一等19人改正學說。

### 天皇看法
昭和天皇依立憲君主慣例不直接公開發言。時任侍從長鈴木貫太郎的日記記錄天皇擁護機關說，對於引發的爭議可討論，打壓天皇機關說的行動則不以為然，美濃部決非不忠。在侍從武官長本庄繁日記裡也記錄天皇相同的看法，身處軍方立場的本庄辯稱軍部不涉及學說只有信念，絕不能在軍隊採用有損崇高國體和天皇尊嚴的言行。值得玩味的是，本庄解釋成軍隊絕對服從的信念問題，自然得到天皇認同信念超越憲法學說的答案；即使如此，天皇並沒有贊同打壓機關說的作法。
在那時連內閣總理大臣都會被人刺殺（犬養毅、濱口雄幸），軍隊公然叛變清君側（二二六事件），軍國主義猖狂的世道下，天皇不公開的心聲也微不足道了。

## 戰後
二次大戰結束後，駐日盟軍司令部（俗稱GHQ）對日「民主化」政策進行修憲工程，美濃部也是内閣憲法問題調查會顧問及枢密顧問官。不過，以占領軍沒有国家根本規範修改權限為前提，對新憲法有效性感到懷疑，基於国民主權原理反對GHQ主導「国体變更」的修憲。枢密院審議新憲法草案唯一持反對態度，交付國會通過後再經樞密院審議程序時，不出席表示抗議。日本國憲法頒行後，著書針砭之，1948年5月23日卒。

## 主要著作

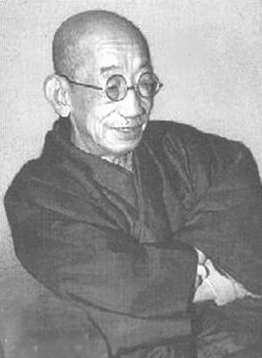
美濃部達吉，攝於1930年代
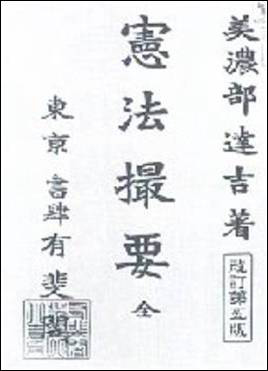
《憲法撮要》（1923年）
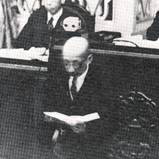
貴族院議場「自身答辯」演說（1935年2月25日）
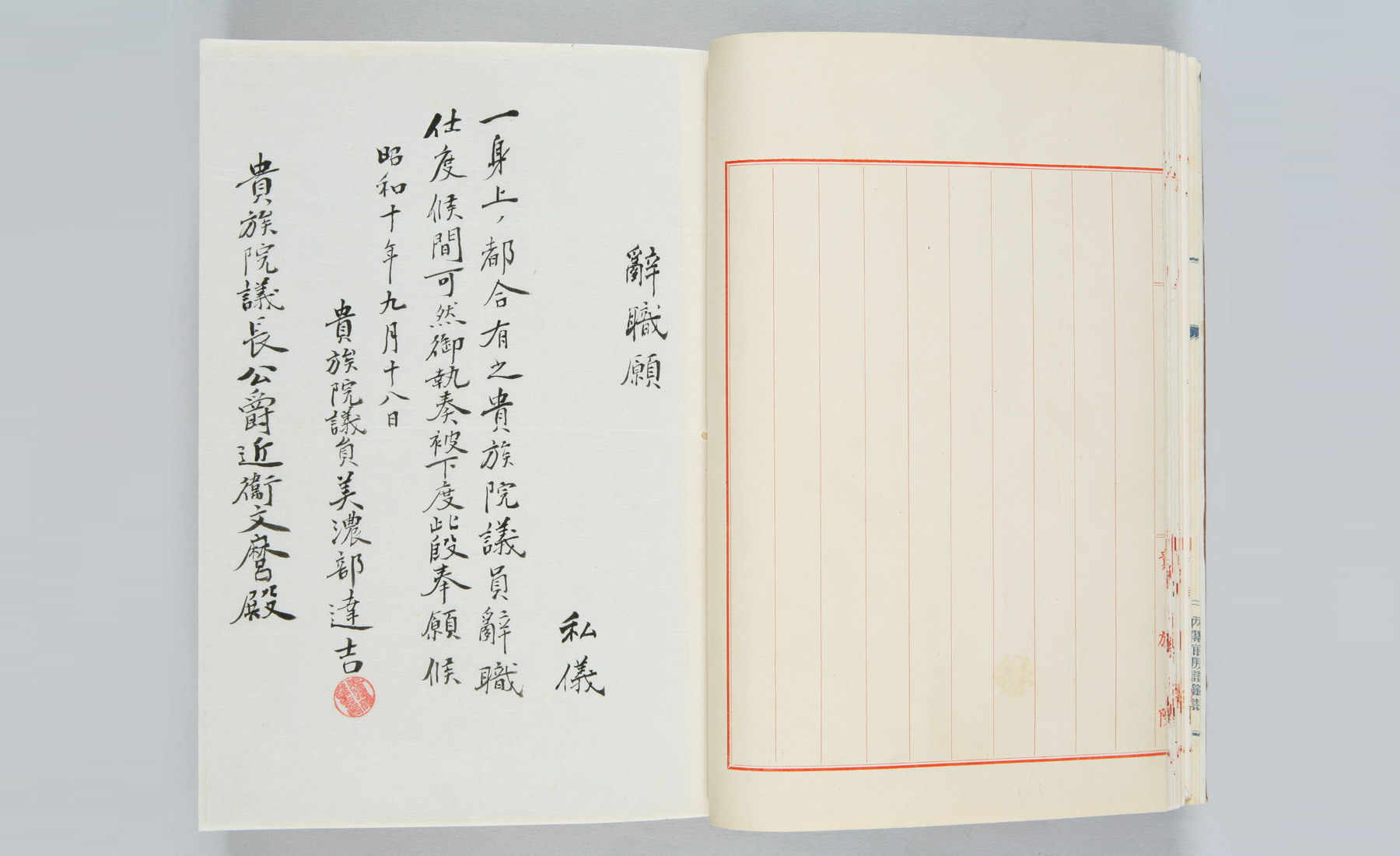
貴族院議員辭呈（1935年9月18日筆）

- 《行政法撮要》（1924年）
- 《逐條憲法精義》（1927年）
- 《日本國憲法原論》（1946年）